# Gäddträsket (Sorsele socken, Lappland, 730378-153733)
Gäddträsket är en sjö i Sorsele kommun i Lappland och ingår i Umeälvens huvudavrinningsområde. Sjön har en area på 0,12 kvadratkilometer och ligger 360,1 meter över havet.

## Delavrinningsområde
Gäddträsket ingår i det delavrinningsområde (730298-153734) som SMHI kallar för Ovan VDRID = Sandträskbäcken i Vindelälvens vatte*. Medelhöjden är 521 meter över havet och ytan är 43,41 kvadratkilometer. Räknas de 114 avrinningsområdena uppströms in blir den ackumulerade arean 1 450,99 kvadratkilometer. Vindelälven som avvattnar avrinningsområdet har biflödesordning 2, vilket innebär att vattnet flödar genom totalt 2 vattendrag innan det når havet efter 375 kilometer. Avrinningsområdet består mestadels av skog (92 procent). Avrinningsområdet har 1,35 kvadratkilometer vattenytor vilket ger det en sjöprocent på 3,1 procent.